# Вахдат
Вахдат (на таджикски: Ваҳдат; на персийски: وحدت) е град в Таджикистан, административен център на Вахдатски район, част от районите на централно подчинение. Населението на града през 2016 година е 42 400 души (по приблизителна оценка).

## История
Селището е основано през 1927 година, през 1965 година получава статут на град. Предишни негови имена са: Янгибазар (до 1936 г.), Орджоникидзеабад (1936 – 1992) и Кофарнихон (1992 – 2003).